# Zhaojue si
Zhaojue si (chiń. upr. 昭觉寺; chiń. trad. 昭覺寺) – chiński klasztor buddyjski szkoły chan, położony na północ od Chengdu. Największy klasztor w Chengdu. 

## Historia klasztoru
Klasztor ten został założony w okresie zhengguan (貞觀) w czasie panowania dynastii Tang, czyli pomiędzy 627 a 649 rokiem. Znajduje się u podnóża góry Weifeng (威風山) na północ od miasta Chengdu (成都) w prowincji Syczuan. Jest także znany jako "najlepszy klasztor chan w zachodnim Syczuanie" (川西第一禪林). Klasztor ten cieszył się opieką wielu cesarzy, którzy wyposażali go w królewskie stele.
Jego oryginalna nazwa to Jianyuan (建元). W okresie xuanzong (唐宣宗) w czasie panowania dynastii Tang zmieniono nazwę na Zhaojue. Nazwa ta odnosi się do zasady Dharmy Buddy, iż "ten, który osiąga oświecenie, oświeca innych".
W okresie shenzong (宋神宗) dynastii Song (1078–1085) klasztor otrzymał tytuł "Lasu Chan Dziesięciu kierunków (十方叢林)". 
W okresie chongning (1102–1106) dynastii Song, opatem klasztoru został mistrz chan i nauczyciel cesarski Yuanwu Keqin (圓悟克勤) (1063–1135) i klasztor otrzymał cesarski tytuł "Las Chan" (禪林). Teksty Keqina (Biyan lu) (Księga Błękitnej Skały) oraz Foguo Keqin chanshi xinyao (Mistrza chan Foguo Keqina podstawy umysłu) – wyniosły kulturę chińskiego chanu na najwyższy poziom i stały się klasycznymi tekstami dla późniejszych pokoleń mnichów i adeptów zen na całym świecie. Pod koniec swojego życia do tego klasztoru powrócił mistrz chan Huqiu Shaolong.
Od okresu Tang w klasztorze tym przebywało wielu wybitnych mnichów i mistrzów chan, takich jak mistrz Xiumeng (休夢) (dynastia Tang), mistrzowie: Yanmei (延美), Chunbai (純白) i Yuanwu Keqin (dynastia Song), mistrz Pengshan Zhirun (彭山智潤) (dynastia Ming), mistrzowie: Zhangxue Tongzui (丈雪通醉) i Daokui (道魁) (dynastia Qing) oraz współcześnie mistrz Qingding (清定).
Klasztor Zhaojue liczy się nie tylko w historii chińskiego buddyzmu, ale w wielkim stopniu przyczynił się do rozwoju buddyzmu zen w innych krajach. W okresie Kamakury (鎌倉時代) w Japonii były dwadzieścia cztery odłamy zen. Dwadzieścia z nich pochodziło właśnie z linii przekazu z klasztoru Zhaojue i to od Yuanwu Keqina. Dlatego nawet dziś wiele klasztorów japońskich uważa Zhaojue si za miejsce ich narodzin i klasztor przodków.
Klasztor ten był kilkakrotnie niszczony. W okresie panowania dynastii Qing został odbudowany przez mnicha Poshana.
Obecnie jest jednym ze 142 głównych klasztorów Chin.

## Adres klasztoru
- No.333 Zhaoqing Road, Chenghua District, Chengdu 610057, China

## Galeria

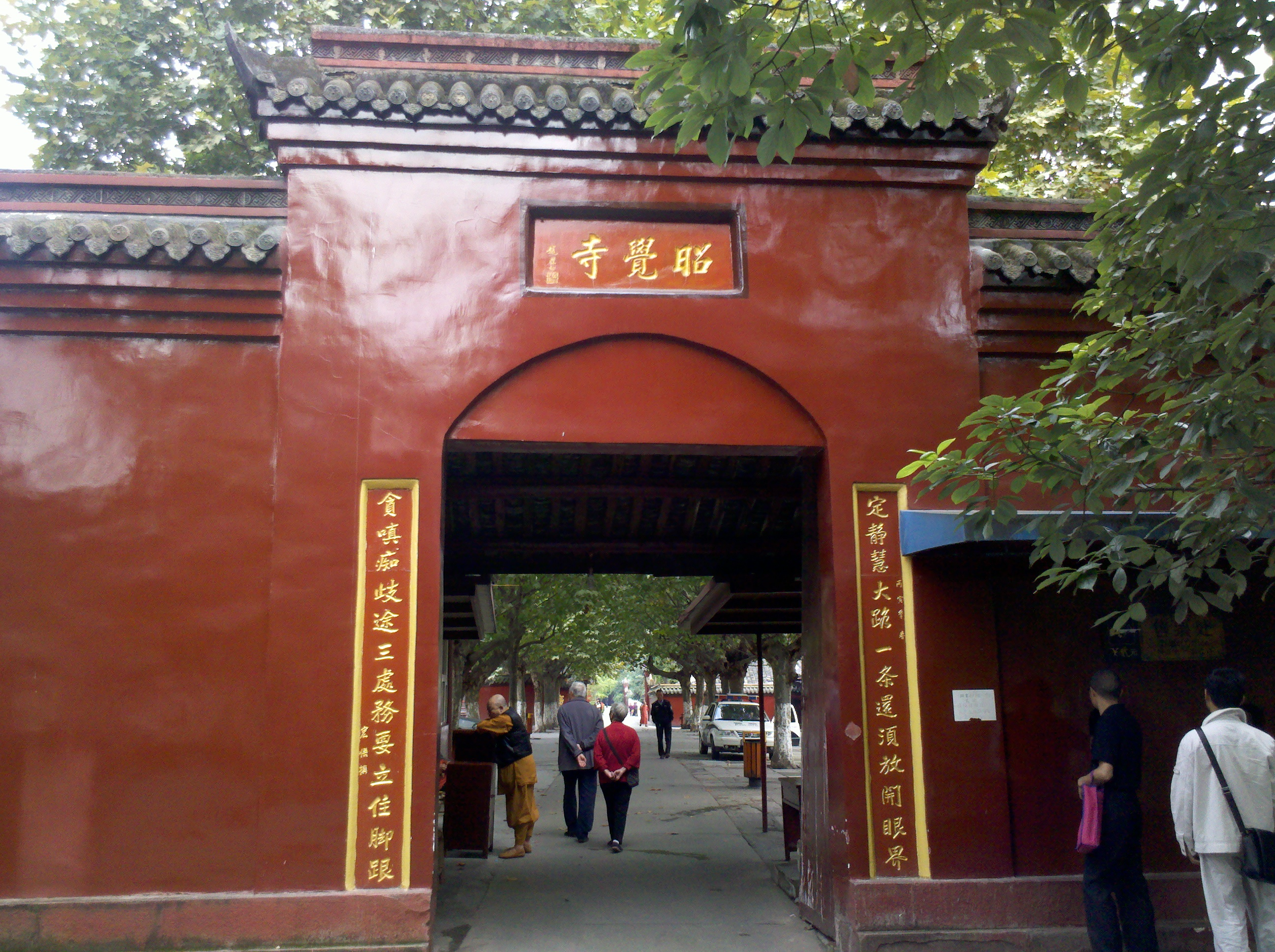
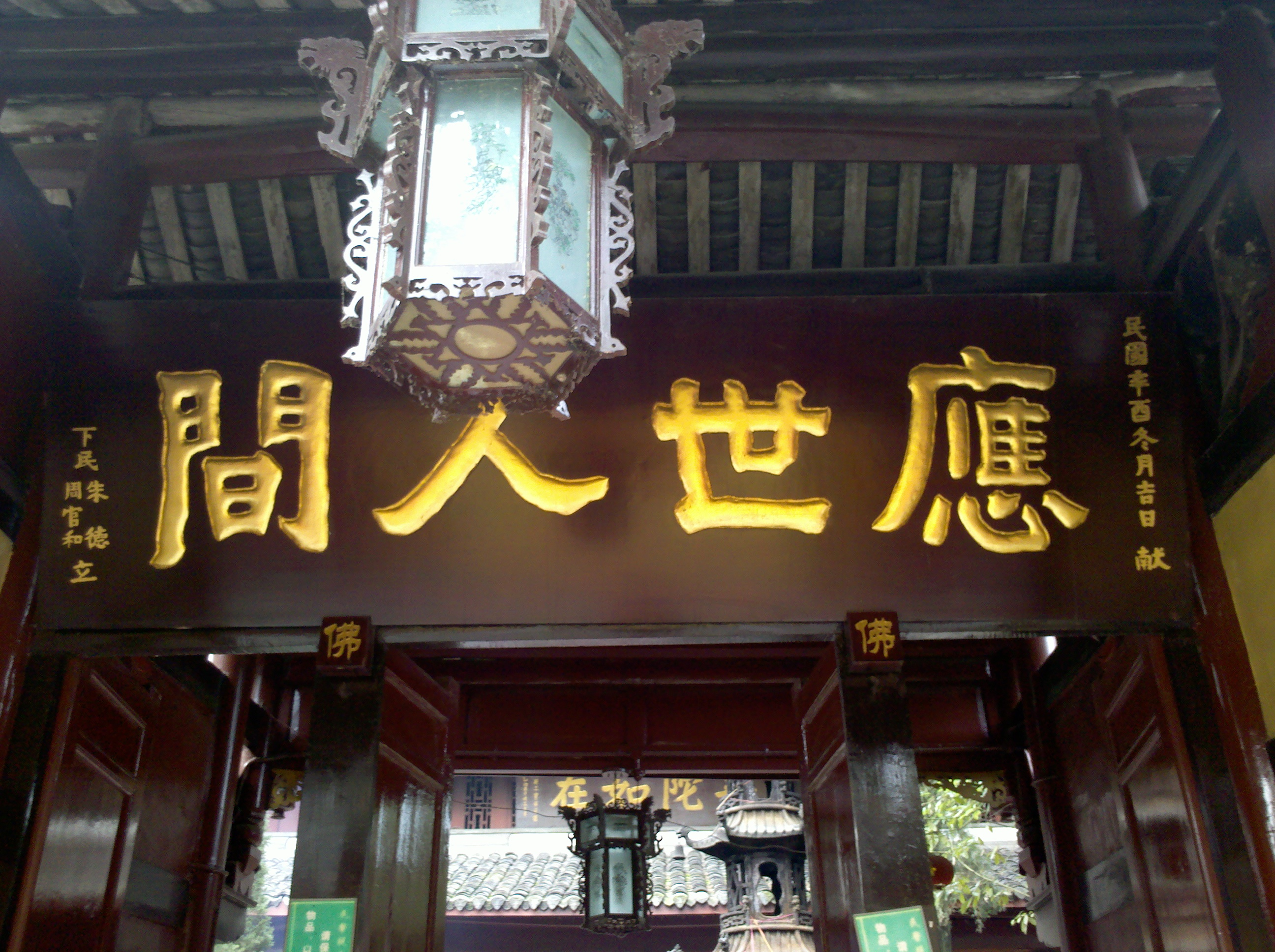